# Don Hall (Regisseur)
Don Hall, gebürtig Donald Lee Hall, (* 8. März 1969 in Glenwood, Iowa) ist ein US-amerikanischer Drehbuchautor und Regisseur.

## Leben
Don Hall ist seit 1999 für The Walt Disney Companys Animationsfilmsparte tätig. Er war bei der Stoffentwicklung bei Filmen wie Tarzan, Ein Königreich für ein Lama oder Küss den Frosch beteiligt. 
Für den Film Winnie Puuh war er 2011 erstmals auch als Regisseur tätig. 2015 wurde er gemeinsam mit Chris Williams und Roy Conli für den Computeranimationsfilm Baymax – Riesiges Robowabohu mit dem Oscar ausgezeichnet und war damit außerdem für den British Academy Film Award und den Golden Globe nominiert.

## Filmografie (Auswahl)
- 1999: Tarzan
- 2000: Ein Königreich für ein Lama (The Emperor's New Groove)
- 2003: Bärenbrüder (Brother Bear)
- 2007: Triff die Robinsons (Meet the Robinsons)
- 2009: Küss den Frosch (The Princess and the Frog)
- 2011: Winnie Puuh (Winnie the Pooh, + Regie)
- 2014: Baymax – Riesiges Robowabohu (Big Hero 6, nur Regie)
- 2021: Raya und der letzte Drache (Raya and the last Dragon)
- 2022: Strange World